# Mostro di Marsala
Mostro di Marsala è la denominazione utilizzata dai media per riferirsi al responsabile del rapimento e degli omicidi di tre bambine a Marsala nell'autunno del 1971.
Il 21 ottobre 1971, a Marsala, in provincia di Trapani, scomparvero tre bambine: Virginia Marchese di nove anni, sua sorella Ninfa di sette e l'amica Antonella Valenti di undici anni.
Il corpo di Antonella Valenti venne ritrovato il giorno 26 ottobre, mentre i corpi delle sorelle Marchese vennero ritrovati il 10 novembre. Nel 1979 la cassazione ha riconosciuto colpevole del triplice omicidio e condannato alla pena di 29 anni Michele Vinci, zio di Antonella. La ricostruzione dei fatti emersa in ambito processuale fu molto dibattuta e il caso venne riaperto da Paolo Borsellino nel 1989, ma di nuovo chiuso per mancanza di ulteriori prove.

## Storia
Le tre bambine escono di casa insieme il 21 ottobre 1971 per accompagnare a scuola Liliana, sorella di Antonella; percorrono circa duecentocinquanta metri per giungere all'istituto elementare e, dopo aver visto la bambina entrare in aula, si avviano di nuovo verso casa senza però mai giungervi.
La famiglia Valenti è da poco emigrata in Germania per lavoro e la bambina vive con il nonno Vito Impiccichè che, non vedendola tornare da scuola con le sue amiche, decide di avvertire i carabinieri. Le prime ricerche si concentrano soprattutto nelle vaste campagne marsalesi, spingendosi fino ai territori vicini di Castelvetrano, Mazara del Vallo e Campobello; partecipano al pattugliamento del territorio più di duecentocinquanta volontari.

## Indagini
Le indagini iniziano il mattino seguente, dirette dal giudice Cesare Terranova, procuratore della Repubblica di Marsala. Del caso si occuparono anche il generale dell'arma dei Carabinieri e prefetto di Palermo Carlo Alberto dalla Chiesa allora colonnello dei carabinieri - comandante della Legione Carabinieri Palermo, il maresciallo di pubblica sicurezza della Polizia di Stato Lenin Mancuso e il giudice Giangiacomo Ciaccio Montalto.
Dalle prime testimonianze raccolte subito dopo la denuncia della scomparsa, le bambine erano state viste insieme a un uomo di giovane età nei pressi della scuola col quale si sarebbero poi allontanate a bordo di una Fiat 500 blu. La segnalazione impone un lungo controllo al pubblico registro automobilistico di Trapani per cercare i nomi di tutti i proprietari di veicoli come quello segnalato.
La prima pista battuta è comunque quella del crimine a sfondo sessuale da parte di un pedofilo. Per questo, Terranova ordina un censimento di tutti coloro che hanno precedenti specifici, per portarli nel suo ufficio e sottoporli a interrogatorio. Nonostante i numerosi appelli di Terranova la fuga di notizie è inevitabile e la piccola comunità marsalese, profondamente colpita dalla vicenda, reagisce spesso impulsivamente quando viene a conoscenza del nome di un sospettato.
Tra i testimoni c'è un benzinaio tedesco, Hans Hoffmann, sposato con una siciliana e gestore di una pompa nei pressi di Mazara del Vallo. Hoffman si presenta il 23 ottobre dai carabinieri di Marsala dichiarando di aver visto due giorni prima una Fiat 500 blu con dei bambini dietro, che sbattevano le mani sul vetro come per chiedere aiuto. Ma la sua testimonianza viene smontata da un altro testimone, Giuseppe Li Mandri che si reca dai carabinieri spontaneamente dicendo di essere stato lui alla guida della Fiat 500 vista da Hoffman mentre si dirigeva in ospedale per trovare un parente, e che dietro non erano le bambine a sbattere le mani sul vetro, bensì suo figlio che si lamentava. Il giudice, costretto a richiamare Hoffman per riascoltare i fatti dopo la contro testimonianza di Li Mandri, scopre che il benzinaio tedesco è frattanto partito per la Germania.
La moglie di Li Mandri, chiamata a confermare la versione del marito, dice di non aver mai sentito parlare del parente in ospedale. Ma le indagini vengono azzerate quando, pochi giorni dopo, Li Mandri perde la vita precipitando da un terrazzo durante un'operazione di lavoro.

### Il primo cadavere
La mattina del 26 ottobre il corpo della prima bambina, Antonella Valenti, viene trovato in una scuola abbandonata in contrada Rakalia a Marsala, dall'idraulico Ignazio Passalacqua che si era trovato casualmente sul posto. Il ritrovamento suscita le perplessità degli inquirenti poiché la scuola era stata perlustrata il giorno prima senza nessun riscontro. La bambina è stata dunque portata nella scuola nella notte precedente, quando tra l'altro l'intera zona in questione era stata oscurata da un blackout.
Il cadavere risulta parzialmente carbonizzato, con la testa avvolta da nastro adesivo che ne ha causato la morte per soffocamento. L'analisi sul corpo ha accertato che l'assassino ha seviziato la bambina, ma non ha usato violenza sessuale, allontanando la tesi degli inquirenti che si erano messi alla ricerca di un maniaco mosso da impeto omicida. La bambina non è morta subito dopo il rapimento, ma è stata nutrita con pane, salame e cibo in scatola e tenuta in vita fino a poche ore prima del suo ritrovamento.
L'indizio più importante è il ritrovamento accanto al corpo del rotolo di nastro adesivo con il quale Antonella è stata soffocata. Dopo l'analisi del rotolo che non rileva la presenza di nessuna impronta, si scopre che l'unica impresa a Marsala ad utilizzare questa particolare tipologia di nastro da imballaggio è l'azienda cartotecnica di S. Giovanni, verso cui Terranova rivolge le indagini.
Per Terranova la testimonianza di Hoffman e il nastro adesivo rappresentano gli unici elementi da cui ripartire nella ricerca del responsabile e delle altre due bambine ancora disperse. In seguito al ritrovamento del cadavere di Antonella, le indagini riscontrano un cambiamento di direzione: non si cerca più soltanto tra coloro che hanno precedenti di crimini psicoviolenti, ma anche tra coloro che potrebbero avere in qualche modo odio nei confronti della famiglia Valenti.

### Michele Vinci
Tra i numerosi indiziati che si alternano negli interrogatori c'è anche Michele Vinci, zio di Antonella Valenti, sposato con la sorella della madre, Maria Impiccichè. Vinci, che è già stato ascoltato da Terranova poco dopo il ritrovamento di Antonella, nella notte tra il 25 e il 26 ottobre sembra avere un alibi avendo passato la notte in casa con i familiari, tornati improvvisamente dalla Germania, assentandosi solo per mezz'ora quando, per volere di Maria Impiccichè, madre di Antonella, era andato a casa dei Valenti a controllare se la bambina fosse tornata. Secondo Terranova, Vinci non avrebbe avuto la possibilità di andare a spostare il corpo di Antonella nella scuola abbandonata e poi ritornare a casa in un così breve lasso di tempo. Tuttavia, stando alle descrizioni dei numerosi testimoni ascoltati, i tratti somatici dell'uomo visto con le bambine sembrano ben corrispondere a quelli di Vinci. Lo zio della vittima è inoltre proprietario di una Fiat 500 blu e lavora come fattorino presso la cartotecnica di San Giovanni, unico posto in cui era possibile reperire il rotolo di nastro trovato nel luogo del delitto.
Dopo averlo seguito in segreto, gli uomini del comando Carabinieri di Marsala consegnano a Terranova indizi tali che inducono il procuratore a firmare un mandato di comparizione nei confronti di Vinci. Nella mattinata del 9 novembre Vinci è condotto in procura con la moglie e con Pina, sorella di Antonella che viveva con lo zio da quando i genitori si erano trasferiti in Germania. La moglie viene ascoltata per prima; dichiara che il giorno della sparizione il marito non era tornato a casa a pranzare come faceva di consueto, pur essendo uscito dall'azienda per la pausa alle 14. A questo punto Vinci viene sottoposto a un lungo interrogatorio al quale sembra rispondere con precisione. Sono circa le 22.40 quando confessa di essere stato l'autore del rapimento delle tre bambine. Aggiunge di averle prese per appartarsi con loro, soprattutto con Antonella, per la quale provava una forte attrazione. Per quanto riguarda le sorelle Ninfa e Virginia, Vinci dichiara di averle gettate in una cava profonda circa 20 metri situata in contrada Amabilina a Marsala, presso un podere di proprietà dell'agricoltore Giuseppe Guarrato.
Michele Vinci venne così arrestato creando stupore in tutta la comunità che lo aveva visto partecipare attivamente alle ricerche delle bambine e ai funerali della nipote, durante i quali appariva particolarmente colpito per il tragico evento.

### Gli altri due corpi e l'autopsia
Nella notte tra il 9 e il 10 novembre, tutto l'apparato investigativo è indirizzato nel luogo indicato da Vinci. L'area viene chiusa da posti di blocco di carabinieri e polizia per impedire l'accesso alle centinaia di persone che, dopo aver atteso davanti alla procura, si erano messe al seguito delle forze dell'ordine.
Ai bordi del pozzo, proprio in prossimità della sua imboccatura, i carabinieri trovano circa un metro di nastro adesivo, dello stesso tipo utilizzato per imbavagliare Antonella. Attaccati al nastro vengono trovati dei capelli biondi di donna la cui identità rimarrà per sempre un mistero. Le operazioni di recupero sono tutt'altro che agevoli; il pozzo è una cava di tufo abbandonata larga circa 10 metri, ricoperta all'interno da una folta vegetazione che rende impossibile riuscire a vedere il fondo. I corpi di Ninfa e Virginia vengono riportati in superficie alle 5.45, confermando la confessione di Vinci.
In una nuova ispezione della cava la squadra calatasi all'interno del pozzo ha modo di rilevare segni di unghie in un tufo reso molle da una falda acquifera, oltre una scarpetta di Ninfa e un paio di mutandine. Le bambine dovevano quindi essere ancora vive una volta finite dentro il pozzo.
L'autopsia rileva anche tracce di processo di asfissia nei tessuti polmonari dei cadaveri e, visto che la circolazione d'aria nel pozzo è più che sufficiente, non può escludere che la morte sia avvenuta in un luogo diverso. Secondo i risultati dell'autopsia, la morte risalirebbe a 4-5 giorni dal ritrovamento per Virginia, e 2-3 giorni per Ninfa. I periti escludono la morte per asfissia d'anidride carbonica, ma confermano la morte per "fenomeni asfittici", che, per la mancanza di lesioni, potrebbero essere stati causati da mezzi soffici.

### Incongruenze nella confessione

Michele Vinci

A destare sospetti sono anche i capelli di donna rinvenuti sul nastro, che potrebbero appartenere a una complice che può aver badato alle bambine nei giorni successivi al sequestro fino alla loro morte. Il caso che sembrava risolto, si complica alla luce dei nuovi risvolti che fanno vacillare le confessioni di Vinci.
Dopo una breve permanenza al carcere di Ragusa, Vinci è trasferito al carcere di Mistretta, dove il 9 dicembre è di nuovo interrogato dal giudice Terranova e da Libertino Russo, cui è stata affidata l'istruttoria per il triplice omicidio.
Vinci continua a sostenere la tesi secondo cui tutto è cominciato dalla bevanda offertagli da un uomo che gli avrebbe “sconvolto il cervello”, portandolo a commettere gli efferati omicidi. Tuttavia, più che negli interrogatori precedenti, Vinci sembra tradirsi circa il luogo e le ore di prigionia di Antonella Valenti; dichiara di aver tenuto la bambina nascosta nei cespugli vicini al pozzo, dove sono state rinvenute le sorelle Marchese, poi di averla condotta nella scuola abbandonata, dove l'ha nutrita fino a che non l'ha trovata morta, decidendo quindi di darle fuoco.
Queste affermazioni presentano contraddizioni che non sfuggono a Russo e Terranova. La zona in questione è abitata e sarebbe stato impossibile per Vinci agire senza essere visto dalla gente, a meno che fra gli abitanti del luogo non ci fosse stato qualche complice. A tal proposito Giuseppe Guarrato, proprietario del fondo, viene arrestato con l'accusa di concorso in omicidio e in sequestro di persona.
In seguito a questo nuovo colloquio, Russo dispone delle perizie psichiatriche per stabilire se effettivamente Vinci era capace di intendere e di volere, sia al momento del fatto che nelle proprie dichiarazioni nel corso delle indagini. La prima perizia, condotta nel settembre del 1972, dai professori Rubino, Pinelli e Ferracuti, non raggiunge un verdetto unanime: mentre Rubino sostiene che Vinci fosse nel pieno delle sue facoltà, gli altri due lo giudicano seminfermo di mente e pericoloso per sé e gli altri.
La contraddizione del verdetto costringe Russo a disporre una nuova perizia nel mese successivo. Questa viene affidata ai professori Longo, Failla Ernesto e Catapano, tre famosi psichiatri campani. Nella nuova perizia i professori raggiungono un verdetto unanime descrivendo Vinci come un freddo mistificatore che continua a mentire con estrema abilità.
Una prima svolta della fase istruttoria condotta da Libertino Russo proviene da una lettera che Vinci scrive dal carcere, indirizzata alla moglie. Nel documento, valutato attentamente da Russo, Vinci sembra individuare un movente e delineare la figura di un ipotetico complice. Questa sembra anche essere la conclusione con cui il giudice completa la fase istruttoria. Alla luce delle rivelazioni di Vinci, Russo non esclude un intervento mafioso che avesse imposto l'esecuzione del delitto di Antonella Valenti all'atto del ritorno del padre dalla Germania.

## Il processo
Il processo fu celebrato al tribunale di Trapani. Pubblico ministero del processo contro Vinci fu Giangiacomo Ciaccio Montalto. La prima udienza si conclude con un'ordinanza di rinvio. In sede processuale Michele Vinci chiede, per motivi di sfiducia, la sostituzione del legale che lo aveva assistito dall'inizio della vicenda. Il nuovo difensore di Vinci, l'avvocato Esposito, richiamando il diritto alla difesa, ottiene il rinvio per potere consultare tutti i dati del caso che si era improvvisamente ritrovato tra le mani.
Nella successiva udienza, Michele Vinci ritratta le sue ammissioni e sostiene di aver rapito le bambine perché costretto da Franco Nania, ma di non aver loro torto neanche un capello. Nania, fino a quel momento insospettato, svolge la professione di insegnante di elettrotecnica presso la scuola media di Pantelleria e ricopre l'incarico di direttore della società cartotecnica presso cui Vinci lavorava. Vinci afferma di avere incontrato Nania in un capannone una sola volta e di essere stato minacciato dal professore che avrebbe preso di mira Vinci e la sua famiglia nel caso in cui Michele non avesse preso Antonella.
Tuttavia sono scarse le prove che Vinci porta contro Nania durante il processo. Nonostante le dichiarazioni sembrino incastrarsi bene nell'ambito della ricostruzione del fatto, Vinci cade spesso in contraddizione soprattutto riguardo all'ordine cronologico degli avvenimenti che hanno coinvolto Nania, dimostrandosi incapace di rispondere a facili domande. Nania comunque è subito arrestato e il processo viene rinviato per instaurare un'istruttoria per accertare la posizione del professore, adesso accusato di concorso in sequestro e triplice omicidio.
Nei tre mesi successivi, i magistrati non trovano nulla che possa confermare la pesante accusa mossa da Vinci. I P.M. organizzano dunque un confronto fra i due, ma Nania continua a restare fermo nelle sue dichiarazioni di assoluta estraneità ai fatti e Vinci non porta alcun elemento che possa rendere credibile la sua versione. L'istruttoria contro Nania si conclude con il pieno proscioglimento del professore.
Nelle successive udienze di novembre, i pubblici ministeri focalizzano le loro domande sull'uomo misterioso che avrebbe avvicinato Vinci prima del sequestro. Durante gli interrogatori Vinci ricorda quando, poco prima del fatto, nella piazza dove attendeva le bambine, l'uomo l'aveva avvicinato offrendogli un bitter. Vinci lo descrive dettagliatamente, ricorda le sue presunte parole, ma continua a dire di non conoscerlo.
Quattro mesi più tardi, il 5 marzo 1974, improvvisamente Vinci chiede di essere ascoltato dalla sua cella di isolamento perché pronto a rivelare il nome dell'uomo che lo aveva avvicinato prima del fatto. Vinci fa il nome di Nicola de Vita, zio delle sorelle Marchese, altra persona fino a quel momento totalmente insospettata. Rintracciato dai carabinieri, De Vita viene condotto al carcere di San Giuliano per effettuare un confronto con “il mostro”. Vinci afferma con decisione di aver consegnato le bambine a De Vita, che sarebbe anche l'uomo che lo ha avvicinato prima del rapimento.
Secondo indiscrezioni trapelate dal confronto, subito dopo aver lanciato questa accusa, Vinci si sarebbe chiuso improvvisamente nel silenzio, nonostante lo stesso De Vita lo invitasse a parlare non avendo apparentemente nulla da nascondere. Tuttavia nemmeno stavolta Vinci porta alcuna prova a sostegno della sua tesi, rendendo inevitabile anche il proscioglimento delle accuse verso De Vita.
Nell'udienza del 6 maggio 1974 si assiste a un nuovo colpo di scena. Vinci ricorda di aver consegnato una lettera che lo scagionava a padre Fedele, parroco della chiesa dell'Addolorata a Marsala ma don Fedele è morto appena da una settimana, stroncato da una trombosi cerebrale. Vinci dice di aver scritto quella lettera dopo le minacce di Nania per farla consegnare alla moglie nel caso gli fosse successa qualche disgrazia.
La Corte d’assise ordina comunque la perquisizione della casa del sacerdote e della parrocchia alla ricerca della lettera. Del documento però non si ha alcuna traccia. Nascono invece sospetti sulla morte improvvisa del prete per cui viene richiesta la riesumazione. Tuttavia l'autopsia sul corpo del parroco non porta gli inquirenti a nessuna nuova scoperta.
La sentenza viene letta il 10 luglio 1975: nonostante i numerosi dubbi sollevati nel corso dell'indagine sulla possibilità che Vinci possa essere stato da solo l'artefice dei delitti, la corte di Assise di Trapani lo condanna all'ergastolo come unico responsabile del sequestro e omicidio delle bambine, il cui movente viene individuato nella morbosa passione di Vinci per la nipote Antonella; la sentenza verrà riformata in appello a 28 anni di reclusione. Giuseppe Guarrato, coimputato per concorso in sequestro, è invece assolto dall'accusa perché il fatto non sussiste.
Michele Vinci dopo aver scontato la pena ed essere stato scarcerato nel 2002, è andato a vivere in provincia di Viterbo, non ritornando mai più a Marsala.

### Sviluppi successivi
In seguito a una puntata della trasmissione televisiva Rai Telefono giallo dedicata alla vicenda andata in onda su Rai 3 la sera del 30 dicembre 1988, nel 1989 il caso fu riaperto da Paolo Borsellino, che all'epoca era il procuratore della Repubblica di Marsala, ma la mancanza di ulteriori prove aveva costretto i magistrati a chiuderlo nuovamente.

## Altre ipotesi

### La tesi di Montalto
Il pubblico ministero del processo contro Vinci Giangiacomo Ciaccio Montalto, attraverso lo scrittore Vincenzo Consolo, in quel periodo redattore de L'Ora di Palermo, rese nota una tesi che, a detta di Consolo, non fu rivelata a nessuno perché Montalto, che già riceveva minacce di morte, non si fidava nemmeno dei suoi superiori.
Secondo Montalto il padre di Antonella, Leonardo Valenti, era un corriere della droga per conto di Cosa Nostra. Valenti era quindi emigrato in Germania perché voleva rompere questo tipo di rapporto. Il rapimento di Antonella, ad opera di Michele Vinci, sarebbe stato eseguito per volere della mafia, per far tornare i Valenti dalla Germania.

### Sequestro di persona
Diciassette anni dopo, il giornalista Vito Palmeri, all'epoca dei fatti corrispondente a Trapani per la Rai, fu autore di una nuova testimonianza. Palmeri riferisce di una confidenza fattagli da Vinci, con il quale era entrato in confidenza nel corso del processo; Vinci racconta al giornalista che Leonardo Valenti avrebbe dovuto partecipare al sequestro del deputato regionale DC Salvatore Grillo. Il racconto di Vinci nel '75 non fu preso in considerazione dagli inquirenti, poiché, come spiega l'avvocato Elio Esposito, all'epoca difensore di Vinci, quelle dichiarazioni "non furono rese nel corso del processo, ma a un giornalista".
Il 28 dicembre 1988, poco dopo le dichiarazioni di Palmeri, Vinci torna a far sentire la sua voce, sostenendo la tesi che già aveva confidato al giornalista della Rai e non rinnegando nemmeno le accuse che aveva formulato molto tempo prima verso Nania e Nicola De Vita. In quest'intervista, afferma che in una riunione organizzata in casa di Nania, cui avrebbero partecipato Leonardo Valenti e altre persone a lui sconosciute, si sarebbe organizzato il sequestro dell'onorevole Grillo, cui Vinci e Valenti avrebbero dovuto partecipare. Vinci, che in quell'occasione dice di essere stato assente perché fuori provincia per lavoro, afferma che sia lui che il cognato Valenti si sarebbero tirati indietro, subendo entrambi pesanti conseguenze: Valenti sarebbe stato costretto alla fuga in Germania e Vinci, minacciato più volte da Nania, sarebbe stato costretto a prendere Antonella e consegnarla a Nicola De Vita.
In seguito alla trasmissione dell'intervista in una puntata di Chi l'ha visto?, per queste dichiarazioni Vinci verrà denunciato per diffamazione dal cognato Leonardo Valenti.

## Commemorazioni
Il 21 ottobre 2011 le vittime sono state ricordate in una cerimonia di commemorazione per il 40º anniversario della morte: sul luogo del rapimento è stata esposta una targa con i loro nomi.

## Nei media e nella cultura di massa

### Musica
Nel 1972 il cantastorie Franco Trincale ha composto un singolo musicale dal titolo La tragedia delle bambine rapite a Marsala, il testo è in realtà la storia dell'accaduto cantata da Trincale. La canzone è divisa in due parti ed è stata pubblicata con due 45 giri, dalla Fonotecnica Fonola Dischi.

### Televisione
- Telefono giallo (1988), Corrado Augias, Rai 3
- Chi l'ha visto? (2006), Federica Sciarelli, Rai 3

### Podcast e streaming
- Demoni Urbani: Il Mostro di Marsala (2020), podcast di Francesco Migliaccio (Spreaker / Gli Ascoltabili)
- Segni Particolari: assassino: Il mostro di Marsala (2021) podcast di Samantha Lombardi (WebLive TV)
- La Notte del Mistero: Il Mostro di Marsala (2023) trasmissione streaming (puntata di giovedì 8 giugno 2023) programma condotto da Valerio Scrivo (FLORENCE INTERNATIONAL RADIO)